# Nikola Hećimović
Nikola Hećimović (26. studenog 1900. — 25. travnja 1929.) bio je privatni namještenik i tajnik Crvene pomoći.

## Životopis
Rođen je u Zagrebu 26. studenog 1900. godine. Trgovačku akademiju završio je 1919. goidne u Zagrebu. Te je godine pokrenuo komunistički list „Iskru“ i bio suosnivač SKOJ-a. Od jeseni 1920. studirao je u Pragu, a potkraj 1921. se vratio u Zagreb i postao članom Centralnog odbora Međunarodne radničke pomoći (poslije Međunarodne crvene pomoći), koja je prikupljala pomoć za gladne u Rusiji.
Godine 1928., izabran je za sekretara Crvene pomoći, organizacije koja se bavila pružanjem zaštite političkim zatvorenicima, žrtvama „bijelog terora“ i njihovim obiteljima.
Ubijen je u Šelejevoj grabi, na granici prema Austriji, 25. travnja 1929. godine zajedno s Đurom Đakovićem, organizacijskim sekretarom Centralnog komiteta KPJ.
Poslije rata, 1968., sahranjen je u Grobnici narodnih heroja na zagrebačkom groblju Mirogoju.
Jedna ulica u zagrebačkoj četvrti Srednjaci nosi njegovo ime.